# Вейн Еллінгтон
Вейн Роберт Еллінгтон (молодший) (англ. Wayne Robert Ellington Jr., нар. 29 листопада 1987, Вайннвуд, Пенсільванія, США) — американський професіональний баскетболіст, атакувальний захисник, останньою командою якого була «Лос-Анджелес Лейкерс» з НБА .

## Ігрова кар'єра
На університетському рівні грав за команду Північна Кароліна (2006–2009). На третьому курсі допоміг команді виграти чемпіонат NCAA та отримав нагороду найвизначнішому гравцю Фіналу чотирьох університетського турніру.
2009 року був обраний у першому раунді драфту НБА під загальним 28-м номером командою «Міннесота Тімбервулвз». Професійну кар'єру розпочав 2009 року виступами за тих же «Міннесота Тімбервулвз», захищав кольори команди з Міннесоти протягом наступних 3 сезонів.
З 2012 по 2013 рік грав у складі «Мемфіс Ґріззліс», куди був обміняний на Данте Каннінгема. 11 листопада 2012 року провів найрезультативніший матч у кар'єрі, набравши 25 очок у грі проти «Маямі Гіт». 7 січня 2013 року в матчі проти «Сакраменто Кінгс» оновив цей рекорд, набравши 26 очок.
22 січня 2013 року разом з Маррісом Спейтсом, Джошем Селбі та майбутнім драфт-піком був обміняний на Джона Луера до складу «Клівленд Кавальєрс».
Наступною командою в кар'єрі гравця була «Даллас Маверікс», за яку він відіграв один сезон.
25 червня 2014 року перейшов до «Нью-Йорк Нікс», куди разом з Шейном Ларкіном, Хосе Кальдероном, Самуелем Далембером та двома майбутніми драфт-піками був обміняний на Тайсона Чендлера та Реймонда Фелтона. 6 серпня був обміняний знову, цього разу до складу «Сакраменто Кінгс». 3 вересня був відрахований з клубу, а 22 вересня підписав контракт з «Лос-Анджелес Лейкерс». 27 січня 2015 у матчі проти «Вашингтон Візардс» оновив свій рекорд результативності, набравши 28 очок.
У липні 2015 року перейшов до «Бруклін Нетс», у складі якої провів наступний сезон своєї кар'єри.
2016 року став гравцем «Маямі Гіт». 11 квітня 2018 року в матчі проти «Торонто Репторс» набрав 32 очки. Встановив рекорд клубу за кількістю влучних триочкових кидків за сезон, зробивши 227 влучних спроби.
6 лютого 2019 року разом з Тайлером Джонсоном був обміняний до «Фінікс Санз» на Раєна Андерсона. Наступного дня був відрахований з команди.
9 лютого підписав контракт з «Детройт Пістонс».
9 липня 2019 року підписав контракт з «Нью-Йорк Нікс». 19 листопада 2020 року був відрахований зі складу команди.
2 грудня 2020 року повернувся до «Детройт Пістонс».
6 серпня 2021 року перейшов до складу «Лос-Анджелес Лейкерс».

## Статистика виступів

### Регулярний сезон
| Сезон             | Команда                 | GP  | GS  | MPG  | FG%  | 3P%  | FT%  | RPG | APG | SPG | BPG | PPG  |
| ----------------- | ----------------------- | --- | --- | ---- | ---- | ---- | ---- | --- | --- | --- | --- | ---- |
| 2009–10           | «Міннесота Тімбервулвз» | 76  | 1   | 18.2 | .424 | .395 | .871 | 2.1 | 1.0 | .3  | .1  | 6.6  |
| 2010–11           | «Міннесота Тімбервулвз» | 62  | 8   | 19.0 | .403 | .397 | .792 | 1.7 | 1.2 | .5  | .0  | 6.6  |
| 2011–12           | «Міннесота Тімбервулвз» | 51  | 4   | 19.1 | .404 | .324 | .800 | 1.9 | .6  | .5  | .2  | 6.1  |
| 2012–13           | «Мемфіс Ґріззліс»       | 40  | 4   | 16.9 | .407 | .423 | .938 | 1.3 | 1.1 | .4  | .0  | 5.5  |
| 2012–13           | «Клівленд Кавальєрс»    | 38  | 17  | 25.9 | .439 | .371 | .898 | 3.0 | 1.6 | .8  | .1  | 10.4 |
| 2013–14           | «Даллас Маверікс»       | 45  | 1   | 8.7  | .437 | .424 | .909 | 1.0 | .4  | .4  | .0  | 3.2  |
| 2014–15           | «Лос-Анджелес Лейкерс»  | 65  | 36  | 25.8 | .412 | .370 | .813 | 3.2 | 1.6 | .5  | .0  | 10.0 |
| 2015–16           | «Бруклін Нетс»          | 76  | 41  | 21.3 | .389 | .358 | .857 | 2.3 | 1.1 | .6  | .1  | 7.7  |
| 2016–17           | «Маямі Гіт»             | 62  | 13  | 24.2 | .416 | .378 | .860 | 2.1 | 1.1 | .6  | .1  | 10.5 |
| 2017–18           | «Маямі Гіт»             | 77  | 2   | 26.5 | .407 | .392 | .859 | 2.8 | 1.0 | .7  | .1  | 11.2 |
| 2018–19           | «Маямі Гіт»             | 25  | 12  | 21.3 | .375 | .368 | .875 | 1.9 | 1.2 | 1.0 | .1  | 8.4  |
| 2018–19           | «Детройт Пістонс»       | 28  | 26  | 27.3 | .421 | .373 | .758 | 2.1 | 1.5 | 1.1 | .1  | 12.0 |
| 2019–20           | «Нью-Йорк Нікс»         | 36  | 1   | 15.5 | .351 | .350 | .846 | 1.8 | 1.2 | .4  | .1  | 5.1  |
| 2020–21           | «Детройт Пістонс»       | 46  | 31  | 22.0 | .441 | .422 | .800 | 1.8 | 1.5 | .4  | .2  | 9.6  |
| 2021–22           | «Лос-Анджелес Лейкерс»  | 43  | 9   | 18.8 | .414 | .389 | .818 | 1.8 | .7  | .5  | .1  | 6.7  |
| Усього за кар'єру | Усього за кар'єру       | 770 | 206 | 20.9 | .410 | .382 | .843 | 2.1 | 1.1 | .5  | .1  | 8.0  |

### Плей-оф
| Сезон             | Команда           | GP | GS | MPG  | FG%  | 3P%  | FT%   | RPG | APG | SPG | BPG | PPG |
| ----------------- | ----------------- | -- | -- | ---- | ---- | ---- | ----- | --- | --- | --- | --- | --- |
| 2014              | «Даллас Маверікс» | 2  | 0  | 7.0  | .333 | .333 | 1.000 | 1.0 | 1.0 | .0  | .0  | 4.0 |
| 2018              | «Маямі Гіт»       | 5  | 0  | 20.2 | .343 | .400 | 1.000 | 1.6 | .6  | .4  | .4  | 7.8 |
| 2019              | «Детройт Пістонс» | 4  | 4  | 32.8 | .314 | .318 | 1.000 | 3.8 | 1.3 | .8  | .0  | 7.8 |
| Усього за кар'єру | Усього за кар'єру | 11 | 4  | 22.4 | .329 | .362 | 1.000 | 2.3 | .9  | .5  | .2  | 7.1 |